# Villa Maltraversi
Villa Maltraversi è un romanzo dell'autore italiano Gianni Materazzo del 1992.
Questo romanzo, insieme ai romanzi Delitti imperfetti e Cherchez la femme, fa parte di una trilogia dal titolo Tre passi nel delitto.
Da questo romanzo è stato tratto l'omonimo film per la televisione che vede, come protagonisti, Gioele Dix e Eleonora Brigliadori.

## Trama
Una mattina viene ritrovato il cadavere di Piera Maltraversi. Accusato del suo omicidio è Mirko Cavicchi di professione idraulico, visto che è stata ritrovata, accanto al cadavere, la sua borsa degli attrezzi. Suo fratello, Walter Cavicchi, si rivolge allo studio legale Palumbo per la sua difesa. Nonostante che lo studio legale si occupi soltanto di cause di diritto familiare il titolare, Don Rafele Palumbo, accetta l'incarico di difendere Mirko Cavicchi. Ovviamente l'incombenza viene data a Luca Marotta, visto le sue due precedenti esperienze positive.
Luca, dopo un primo momento di sbigottimento, è soddisfatto di questa distrazione dal solito trantran. Subito dopo si incontra con Mirko Cavicchi che gli confessa di aver aggredito la signorina Piera ma nega, in modo categorico, di averla uccisa. Mirko racconta di averla aggredita, visto che lei lo provocava con il suo abbigliamento molto succinto. Mirko racconta che lui gli si è avventato contro e lei è cascata, sbattendo la testa e perdendo un poco di sangue dalla testa. Mirko racconta che, spaventatissimo, è fuggito immediatamente senza ricordarsi di riprendere i suoi attrezzi da lavoro.
Luca Marotta incomincia ad indagare per suo conto e, dopo aver letto tutti i verbali agli atti, vuole interrogare i familiari della vittima e i frequentatori di villa Maltraversi. Dopo aver passato una intera giornata alla villa ed aver interrogato tutti i familiari ha scoperto molte cose interessanti. Ha scoperto che è possibile uscire dalla villa senza passare necessariamente dal cancello di ingresso. Un'altra cosa che ha scoperto è che ogni membro della famiglia Maltraversi ha un suo segreto inconfessabile.
Durante le sue indagini Luca scopre anche che Piera Maltraversi aveva escogitato un metodo per accaparrarsi tutta l'eredità della famiglia a scapito di tutti gli altri familiari.  Il romanzo continua con la morte di Virgina Maltraversi e con la scomparsa di Cristina Maltraversi prima che abbia rilasciato la sua testimonianza su questi fatti a Nicola Morace. Nessuno sa dove sia andata, forse è stata rapita, forse si è uccisa o forse le è successo una disgrazia.

## Edizioni
- Gianni Materazzo, Villa Maltraversi, Arnoldo Mondadori Editore,  p. 166.